# Alessandro Ballan
Alessandro Ballan (født 6. november 1979 i Castelfranco Veneto, Veneto, Italien) er en italiensk tidligere cykelrytter. 
Han blev professionel i 2004. Hans største resultater er VM-titlen i landevejsløb i 2008 på hjemmebane i Italien, og Paris Roubaix 2007.
Til trods for en fin amatørkarriere var Ballan ikke særlig eftertragtet hos proholdene. I hans første sæson fungerede han som domestique (hjælperytter) for Romans Vainsteins og Gianluca Bortolami, for det var ikke før i 2005 sæsonen at Ballan fik muligheden til at satse på topplaceringer i forårsklassikerne og i etaper i større løb. Sent i 2005 sæsonen fik han sin første ProTour sejr efter at have vundet den 4. etape af Eneco Tour of Benelux.
I 2007 brækkede Ballan kravebenet under Tirreno-Adriatico. Til trods for skaden gjorde han en god indsats under Milano-Sanremo selv om holdets kaptajn Daniele Bennati ikke vandt løbet. Den 8. april vandt Ballan Flandern Rundt efter at have slået belgiske Leif Hoste i spurten som tog sin anden andenplads i løbet.